# Bembidion mimus
Bembidion mimus är en skalbaggsart som beskrevs av Hayward. Bembidion mimus ingår i släktet Bembidion och familjen jordlöpare. Inga underarter finns listade i Catalogue of Life.